# Masters de Canadá 1988
El Abierto de Canadá 1988 (también conocido como 1988 Player's Canadian Open por razones de patrocinio) fue un torneo de tenis jugado sobre pista dura. Fue la edición número 99 de este torneo. El torneo masculino formó parte del circuito ATP. La versión masculina se celebró entre el 8 de agosto y el 14 de agosto de 1988.

## Campeones

### Individuales masculinos
Ivan Lendl vence a  Kevin Curren, 7–6, 6–2.

### Dobles masculinos
Ken Flach /  Robert Seguso vencen a  Andrew Castle /  Tim Wilkison, 7–6(7–3), 6–3.

### Individuales femeninos
Gabriela Sabatini vence a  Natasha Zvereva, 6–1, 6–2.

### Dobles femeninos
Jana Novotná /  Helena Suková vencen a  Zina Garrison /  Pam Shriver, 7–6, 7–6.
| Predecesor: Canadá 1987 | Masters de Canadá 1988 | Sucesor: Canadá 1989 |